# Czyżew (plaats)
Czyżew is een stad in het Poolse woiwodschap Podlachië, in het district Wysokomazowiecki. Per 1 januari 2011 verkreeg het de status van miasto. De plaats maakt deel uit van de gemeente Czyżew en telde 2670 inwoners in 2008.

## Verkeer en vervoer
- Station Czyżew